# Metanal
O formaldeído é um dos mais comuns produtos químicos de uso atual. É o aldeído mais simples, de fórmula molecular H2CO e nome oficial metanal. A solução aquosa de formaldeído, em regra diluída a 45%, denomina-se formol ou formalina.

## Aplicações
Suas aplicações principais são:
- Produção de resinas ureia-formol, fenol-formol e melamínica
- Matéria-prima para diversos produtos químicos
- Agente esterilizante. V. autoclave
- Agente preservante de produtos cosméticos e de limpeza
- Embalsamação e conservação de cadáveres e peças anatômicas
- Síntese de urotropina.
- Laboratórios
- Adulteração de alimentos (conservante)[2][3][4][5]

## Formas
O metanal é mais complexo do que muitos compostos de carbono simples, uma vez que apresenta inúmeras formas. 
Quando dissolvido em água, o metanal e a água unem-se para formar metanodiol ou methylene glycol H2C(OH)2. O diol encontra-se também em equilíbrio com uma série de oligómeros, dependendo da concentração e da temperatura.
Designa-se por "100% formalina" qualquer solução aquosa saturada que contenha uma concentração de 40% de metanal por volume ou 37% por massa. É normalmente acrescentado um estabilizante como o metanol para limitar a oxidação e a polimerização. As graduações comerciais contêm normalmente 10 a 12% de metanol para além de outras impurezas metálicas por que tem 50% de aldeído.

## Produção
Devido ao seu baixo custo e alto grau de pureza, o formaldeído tornou-se um dos mais importantes produtos químicos industriais e de pesquisa no mundo. 
O formaldeído tem sido fabricado principalmente a partir do metano, desde o início do século XX. Uma vez que o metanol é produzido a partir de gás de síntese, geralmente produzido a partir do metano, tem havido grandes esforços para desenvolver um processo de uma etapa que oxida parcialmente o metanol em formaldeído. Apesar de um processo comercial de sucesso não ter sido desenvolvido, uma ampla gama de catalisadores e condições de oxidação têm sido estudadas.
Após a Segunda Guerra Mundial, aproximadamente 20% do volume de produção nos Estados Unidos foi fabricado pela fase de vapor, a oxidação não catalítica de propano e butanos. Este processo de oxidação não seletiva produz uma variedade de subprodutos que exigem um sistema de separação caro e complexo e, portanto, o processo de metanol é o preferido. 
.
Principais métodos de fabrico de formaldeído a partir do metanol usados hoje:
As primeiras utilizações  usavam a prata como um catalisador de metal nas suas reacções. As reacções envolvidas no processo de catalisador metálico ocorrem essencialmente à pressão atmosférica e 600-650 C°. Cerca de 50-60% do formaldeído produzido pelo processo de catalisador metálico é formado durante uma reacção exotérmica, o restante é formado a partir de uma reacção endotérmica. O rendimento geral para esse processo é de 86-90% de formaldeído. 
Um segundo método usa um catalisador de óxido metálico. Todo o formaldeído é produzido a partir de uma reacção exotérmica que ocorre à pressão atmosférica de 300-400 C° . A patente para a produção de formaldeído utilizando um catalisador de pentóxido de vanádio foi emitida em 1921. Embora a patente para um catalisador de óxido de ferro de molibdênio  foi emitida em 1933, a primeira instalação comercial só começou a operar em 1952. .
O formaldeído também é produzido na forma sólida, como o seu trímero cíclico, trioxano e, como seu polímero, paraformaldeído. Como uma fonte prontamente disponível de formaldeído para certas aplicações, paraformaldeído é preparado comercialmente pela concentração de soluções aquosas de formaldeído sob vácuo na presença de pequenas quantidades de ácido fórmico e dos formatos de metal. O trioxano é preparado comercialmente pela condensação catalisada por ácido forte de formaldeído num processo contínuo.

## Relevância para a saúde pública
Apesar de o formaldeído ser um metabolito intermediário celular normal na biossíntese de purinas e de alguns aminoácidos, este é uma molécula altamente reativa, que quando em contato, pode ser irritante para os tecidos. Estudo em humanos e animais indicam que o formaldeído inalado a determinado nível pode ser irritante para o trato respiratório e olhos, bem como para a pele e sistema gastrointestinal por via direta (contacto) e oral respectivamente.
Estudos realizados em voluntários expostos ao formaldeído por via respiratória durante curtos períodos de tempo, indicaram a ocorrência de irritação nos olhos, nariz e garganta a uma concentração entre 0.4-3 ppm.    Estudos efectuados em macacos e ratos expostos a concentrações mais elevadas de formaldeído, na ordem dos 3-9 ppm, demonstraram que o formaldeído tem a capacidade de originar hiperplasia no epitélio do tracto respiratório superior. 
Foi também averiguado o seu efeito em animais expostos durante toda a sua vida, quer por via respiratória, quer quando adicionado na água e verificou-se que este provocava danos em tecidos das vias de entrada (tracto respiratório superior e gastrointestinal, por exemplo). O seu efeito tóxico em locais distantes no nosso organismo revelou-se pouco consistente.
O Departamento de Saúde e Serviços Humanos (DHHS) determinou que o formaldeído pode ser considerado um razoável carcinogénico humano (NTP). A Agência Internacional para Pesquisa sobre Cancro (IARC) determinou que o formaldeído é cancerígeno para os seres humanos. Esta determinação foi baseada em decisões específicas que existem evidências limitadas em seres humanos e evidência suficiente em animais de laboratório que o formaldeído pode causar cancro. A Agência de Protecção Ambiental (EPA) determinou que o formaldeído é um provável carcinogénico humano com base em evidências limitadas em seres humanos e evidência suficiente em animais de laboratório.

## Questões de segurança e saúde
Trabalhadores podem ser expostos durante a produção direta, tratamento de materiais e produção de resinas. Profissionais da área da saúde, técnicos de patologia e histologia, professores e estudantes que manuseiam espécimes preservados estão potencialmente em alto risco de exposição. Consumidores podem receber exposição através de materiais de construção, cosméticos, móveis e produtos têxteis.
A exposição de curta duração pode ser fatal (estudos empíricos), entretanto o limiar de odor é suficientemente baixo para que a irritação dos olhos e membranas mucosas ocorram antes destes níveis serem alcançados. Exposições de longa duração a baixas concentrações de formaldeído podem causar dificuldade respiratória, enfisema e a sensibilização. O Formaldeído em concentrações acima do limite é classificado como carcinogênico humano e têm sido relacionado com câncer dos pulmões e nasal e com possível câncer no cérebro e leucemia.

## Toxicocinética

### Absorção
O Formaldeído é uma molécula pequena, reactiva, solúvel em água, PM=30,03, que é rapidamente absorvida nos tecidos do tracto respiratório (exposição por inalação) e do tracto gastrointestinal (exposição por via oral).
Estima-se que a absorção, pela porção nasal do tracto respiratório, seja próxima dos 100%. A absorção através da traqueia e dos brônquios , ocorre devido a uma penetração mais profunda, uma vez que os vapores de Formaldeído não passam através destas estruturas, e assim, a absorção ocorre devido ao contacto com a mucosa nasal. Contudo, é muito provável verificar-se uma absorção próxima dos 100% relativamente aos vapores de Formaldeído em Humanos. Existe pouca informação sobre as características da absorção oral de formaldeído em Humanos. Contudo, sabe-se que o Formaldeído é rapidamente metabolizado a Ácido Fórmico no tracto gastrointestinal que, por sua vez é absorvido rapidamente nos tecidos, e o mesmo acontece com o Formaldeído que é metabolizado e absorvido na corrente sanguínea na forma de Ácido Fórmico. A combinação destes dois mecanismos é responsável pelos grandes aumentos  dos níveis sanguíneos de Ácido Fórmico. 

### Distribuição
O Formaldeído não é absorvido para a corrente sanguínea na sua forma intacta, excepto quando ocorre a exposição a elevadas concentrações desta substância, que ultrapassam a capacidade metabólica  do tecido com o qual entra em contacto.
Tendo em conta esta elevada  capacidade metabólica dos tecidos animais, a distribuição da molécula de Formaldeído intacta para outros órgãos mais distantes da zona de contacto inicial, não é considerada como o maior factor de toxicidade desta molécula. Normalmente verifica-se toxicidade no local de exposição inicial. 
Sabe-se que os níveis sanguíneos de Formaldeído não aumentam após exposição por inalação. O elevado tempo de semi-vida plasmático deve-se ao facto do formaldeído apresentar um rápido metabolismo dando origem a Ácido Fórmico ou CO2 , sendo excretados através da urina e dos pulmões, respectivamente.

### Metabolização
O Formaldeído é um produto metabólico normal do metabolismo animal, com variações dos seus níveis endógenos  ao longo do tempo. As maiores fontes produtoras de Formaldeído endógeno são a Glicina e a Serina.
O Formaldeído é rapidamente metabolizado e o seu armazenamento não é um factor de toxicidade. O metabolismo do Formaldeído a Ácido Fórmico, via FDH/ class III álcool desidrogenase, ocorre em todos os tecidos do organismo, como consequência da formação de Formaldeído endógeno e a sua rápida remoção, devido ao apoio da corrente sanguínea. A FDH  é a principal enzima metabólica envolvida no metabolismo do Formaldeído em todos os tecidos e é amplamente distribuída no tecido animal, e é especifica para a adição de Formaldeído pela Glutationa.
Se o Formaldeído não for metabolizado pela FDH, então pode formar ligações cruzadas entre a proteína e o DNA de cadeia simples, ou entrar no reservatório metabólico intermediário de 1 carbono, ligando-se inicialmente ao tetrahidrofolato.
Muitas enzimas conseguem catalisar a reacção que oxida o Formaldeído a Ácido Fórmico, contudo a FDH é a enzima de primeira linha para desempenhar essa função e é específica para o Formaldeído. Outros aldeídos não sofrem qualquer alteração na presença da FDH. O Formaldeído, endógeno ou exógeno, entra na via metabólica da FDH e é eliminado do organismo na forma de metabolitos: Ácido Fórmico e CO2. A actividade da FDH não aumenta em resposta a uma exposição ao Formaldeído.

### Excreção
Devido à rápida conversão do Formaldeído a Ácido Fórmico e a sua subsequente incorporação nos constituintes celulares, a excreção não aparenta ser um factor de toxicidade do Formaldeído. O metabolismo do Formaldeído a Ácido Fórmico ocorre em todos os tecidos do organismo como consequência da Formação endógena de Formaldeído. O Formaldeído exógeno entra nesta via e é eliminado do organismo como metabolitos, principalmente CO2 pela expiração.

## Mecanismos de Acção
O mecanismo exacto pelo qual o formaldeído exerce seus efeitos irritantes, corrosivos e citotoxicidade não é conhecido. 
Sabe-se que o formaldeído pode formar ligações cruzadas entre proteínas e DNA in vivo., relatou que a via predominante do metabolismo do formaldeído foi a incorporação metabólica em macromoléculas (DNA, RNA e proteínas) na mucosa respiratória, olfactiva e medula óssea de ratos machos. 
Sabe-se que o formaldeído facilmente se combina com grupos amino de aminoácidos não protonados e livres para a produção de derivados hidroximetil aminoácido e um protão (H +), que se acredita estar relacionado às suas propriedades germicidas.
Em maiores concentrações é capaz de precipitar proteínas. Qualquer uma dessas propriedades mecânicas, ou talvez outras propriedades desconhecidas podem ser responsáveis pelos efeitos de irritação por exposição ao formaldeído. É provável que a toxicidade do formaldeído ocorra quando os níveis intracelulares saturam a actividade da desidrogenase formaldeído, oprimindo a protecção natural contra o formol, permitindo assim que a molécula não metabolizada intacta possa exercer seus efeitos localmente. O metabolito primário do formaldeído (formato) não deverá ser tão reactivo como o próprio formaldeído e está sujeito à excreção como um sal na urina, ou ainda para o metabolismo de carbono em dióxido de carbono.
Irritação no ponto de contato é visualizada por inalação, por via oral e por via cutânea. Altas doses são tóxicas e resultam em degeneração e necrose das camadas de células da mucosa epitelial. Essas observações são consistentes com a hipótese de que os efeitos tóxicos são mediados pelo formaldeído em si e não por metabolitos. Os efeitos em locais distantes podem ocorrer apenas quando, a capacidade local para a disposição de formaldeído é excedido devido à natureza reactiva do formaldeído e à capacidade metabólica das células de metabolizar o formaldeído.
A indução de cancro nasal em ratos pelo formol requer exposição repetida por longos períodos de tempo a altas concentrações que são irritantes e que causam danos a uma população de células da mucosa nasal que revestem o nariz. A exposição a concentrações elevadas por períodos prolongados durante a exposição por inalação oprime os mecanismos de defesa inerentes ao formaldeído (clearance mucociliar, FDH, reparação do DNA). Este dano celular e tecidual causado pelo formol não metabolizado é seguido por uma hiperplasia regenerativa e por uma fase metaplásica.    , que resulta num aumento das taxas do turnover celular dentro da mucosa. O formaldeído tem sido demonstrado ser genotóxico em alguns (mas não todas) as linhas de células e sistemas de teste.       
O formaldeído, provavelmente, pode actuar como um agente cancerígeno completo (oferecendo iniciação, promoção e progressão), com duração repetida e prolongada de exposição a concentrações citotóxicas.

## Propriedades químicas e físicas
O formaldeído é um gás. É normalmente utilizado em solução aquosa a cerca de 37% em massa contendo metanol como preservativo contra a polimerização.
- Líquido incolor (solução) ou gás com odor penetrante e irritante
- Massa molar: 30.03 g/mol
- Ponto de ebulição: -19,5°C
- Ponto de fusão: -92°C

Incompatibilidades: oxidantes forte, álcalis, ácidos, fenóis e ureia.
- Sinônimos: formol, formalina, óxido de metileno, componente de exaustão de diesel e produto da pirólise (queima) de revestimento de eletrodos de solda.

Quando se prepara uma mistura de mais de 40% de formol em água, se polimeriza um pó branco, insolúvel, que é chamado de metaformaldeído, de fórmula (H2C2O)3. Por este motivo o formol é comercializado em concentração de cerca de 37% de aldeído e 7 % de metanol, que atuará como um inibidor de polimerização.

## Limites de tolerância
- OSHA: TWA = 0,75 ppm, STEL = 2 ppm, Nível de ação = 0,5 ppm
- IARC: Carcinogênico para humanos
- NIOSH: TWA = 0,016 ppm, Valor Teto = 0,1 ppm, Carcinogênico Potencial
- NR-15: TWA = 1,6 ppm
- IDLH: 20 ppm

## Factores da saúde
- Sintomas: irritação dos olhos, nariz e garganta, lacrimação; queimadura no nariz, tosse, espasmos bronquiais, irritação pulmonar e dermatite.
- Efeitos na saúde: irritação dos olhos, nariz, garganta e pele, mutagênico e carcinogênico suspeito. Pesquisas recentes o apontaram como responsável por aumentar em até 34% as chances de uma pessoa normal desenvolver esclerose lateral múltipla; chegando, nos que tiveram exposição superior à 10 anos, à tornar as chances até quatro vezes maior que uma pessoa comum.
- Órgãos: sistema respiratório, olhos e pele.